# Acaeroplastes secundum
Acaeroplastes secundum is een pissebed uit de familie Porcellionidae. De wetenschappelijke naam van de soort is voor het eerst geldig gepubliceerd in 1937 door Arcangeli.